# Володина, Василиса
Васили́са Владимировна Воло́дина (имя при рождении — Елизаве́та Влади́мировна Нау́мова, род. 16 апреля 1974, Москва, СССР) — российский астролог и телеведущая. Соведущая и астролог (2008 года по 2020) телепередачи «Давай поженимся» на «Первом канале».

## Биография
Елизавета Владимировна Володина (по некоторым версиям имя — Светлана, Оксана или Елена) родилась 16 апреля 1974 года в Москве. Жила, ходила в детский сад и в школу № 9 в Одинцово. Володина — фамилия мужа Сергея, Василиса — псевдоним. В паспорте указана девичья фамилия.
Интерес к эзотерике в биографии Василисы Володиной пробудился ещё в подростковом возрасте. С 14 лет увлеклась карточными гаданиями, а также определением судьбы по линиям ладони (хиромантией). Вместе с этим занятием в биографии Василисы Володиной пришёл астрологический опыт. Василиса получила экономическое образование, пройдя обучение в Академии управления по специальности «экономист-математик». Защитила диплом на тему «Прогнозирование фьючерсов на рынке зерна». Параллельно училась в Московской академии астрологии у М. Б. Левина.
C 1992 года Василиса Володина работает астрологом. Проводит личное консультирование, а также бизнес-консультирование, составляет прогнозы (для прессы, телевидения). Она стала одним из самых высокооплачиваемых финансовых астрологов в Москве.
В 2006 году создавала и вела авторскую астрологическую программу «Звёздная ночь с Василисой Володиной».
С 26 июля 2008 года по 16 апреля 2020 года принимала участие в программе «Давай поженимся» на «Первом канале» в качестве эксперта-астролога и соведущей. В октябре 2014 года покинула проект на время беременности. 13 апреля 2015 года вернулась на проект. 13 октября 2020 года стало известно, что Василиса Володина покинула проект из-за разногласий с продюсерами «Первого канала».
В 2012 году Василиса Володина выпустила книгу «Астрология обольщения. Ключи к сердцу мужчины. Энциклопедия отношений», которая стала лауреатом премии «Электронная буква» в номинации «Открытие года». Василиса Володина — автор ещё как минимум 4 книжных проектов: «Любовный прогноз 2014» (серия из 12 книг), «Любовный прогноз 2015» (серия из 12 книг), «Лунный календарь на 2016 год. Ежедневник», «Измени свою судьбу. Книга-раскраска для взрослых».
В 2012 году Володина стала участницей и создателем цикла фильмов «Знаки зодиака», который транслировался на телеканале ТНТ.
С 14 июля 2023 года ведёт программу «Хорошие новости» на ТВ-3.
С 31 января 2025 года защитник в программе «Модный приговор» на «Первом канале».

## Семья
Супруг Сергей Володин. Работал в сфере логистики, позднее стал директором Василисы Володиной, занимается планированием её рабочего времени. По словам Володиной, познакомиться им помогла астрология. Дочь Виктория (2001). 3 января 2015 года родился сын Вячеслав.

## Работы
- Василиса Володина. Астрология обольщения. — М.: Эксмо, 2012. — 304 с. — ISBN 978-5-699-54445-5.